# (36566) 2000 QK119
2000 QK119 (asteroide 36566) é um asteroide da cintura principal. Possui uma excentricidade de 0.09363160 e uma inclinação de 7.41501º.
Este asteroide foi descoberto no dia 25 de agosto de 2000 por LINEAR em Socorro.